# Friedrich-Wilhelm-Straße (Trier)
Die Friedrich-Wilhelm-Straße ist eine Straße in Trier. Sie verläuft als Verlängerung der Lorenz-Kellner-Straße/Feldstraße von der Südallee/Kaiserstraße südlich durch den Stadtteil Trier-Süd und endet an der Hohenzollernstraße. Die Straße ist neben der Saarstraße eine der wichtigsten Geschäftsstraßen im Trierer Süden.

## Geschichte
Die Straße bildete bis zur Stadterweiterung Triers Ende des 19. Jahrhunderts den östlichen Ortsrand des Vorortes St. Barbara, der im Jahr 1888 nach Trier eingemeindet wurde. Bis 1882 wurde die Straße „Hundsgässchen“ genannt und danach zu Ehren von Kronprinz Friedrich Wilhelm – dem späteren Kaiser Friedrich III. – benannt, nachdem er im Oktober 1881 Trier besucht hatte.

## Kulturdenkmäler

### Verschiedene
An der Straße liegen verschiedene historische Kulturdenkmäler, unter anderem die Pfarrkirche Herz Jesu, die zum gleichnamigen ehemaligen Kloster-Komplex gehört. Bedeutend sind auch die Barbarathermen und das Schulhaus St. Barbara.

### Herz-Jesu-Krankenhaus und Kloster
Zum Straßenensemble gehört unter anderem das ehemalige Herz-Jesu-Krankenhaus, das nach seiner Schließung 2006 bis auf den historischen Kernbau abgerissen wurde, so dass sämtliche Abteilungen ins Klinikum Mutterhaus der Borromäerinnen umgesiedelt werden mussten. Der Kernbau wurde 1898 von August Wolf nach Plänen des Münsteraner Architekten Bernhard Schwarz für die Franziskanerinnen von der Buße und der christlichen Liebe errichtet. Bereits 1897 eröffneten die Nonnen an der Stelle einen Kindergarten; später kamen sonstige schulische Einrichtungen hinzu. In den Jahren 1909 und 1941 wurde das Hospital insgesamt viermal erweitert. Im Zweiten Weltkrieg war das Krankenhaus Lazarett.
1990 wurde der Komplex mit Erbbaurechtsvertrag auf 50 Jahre an die Caritas-Trägergesellschaft übergeben, die ihn ihrerseits später dem Trierer Klinikum Mutterhaus vermietete. Nach der Übernahme durch das Mutterhaus am 1. Januar 2000 wurden die Abteilungen nach und nach an den Stammsitz in der Feldstraße umgesiedelt. Mit der Erwachsenen-Psychiatrie, der Palliativstation und der Schmerz-Tagesklinik wechselten im Sommer 2006 die letzten Herz-Jesu-Abteilungen den Standort. Nach dem Abriss errichtete die Trierer Wohnungsbau und Treuhand AG auf dem 1,5 Hektar großen Areal für Investitionskosten von rund 30 Millionen Euro ein neues städtisches Wohnviertel mit verschiedenen Geschosshäusern und Stadtvillen (150 Wohneinheiten). Obwohl der Kernbau nicht unter Denkmalschutz steht, konnte er erhalten werden und soll nun als Geschäftsgebäude für Büros und Praxen genutzt werden. Auch blieb der alte Baumbestand im von den Trierern „Herz-Jesu-Garten“ genannten Areal erhalten.

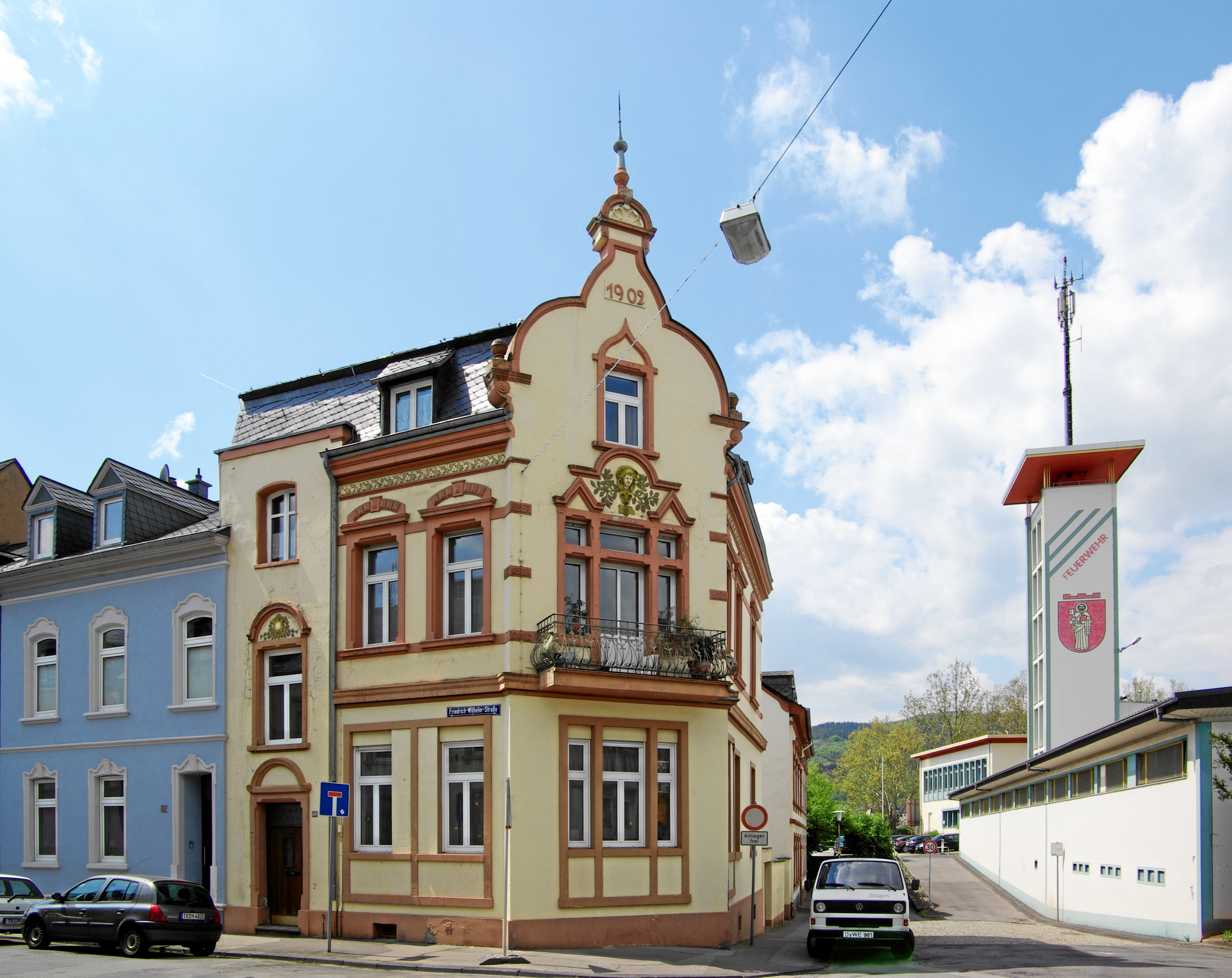
Friedrich-Wilhelm-Straße 80 mit der Einmündung der Saarbrücker Straße und der Feuerwache am St.-Barbara-Ufer
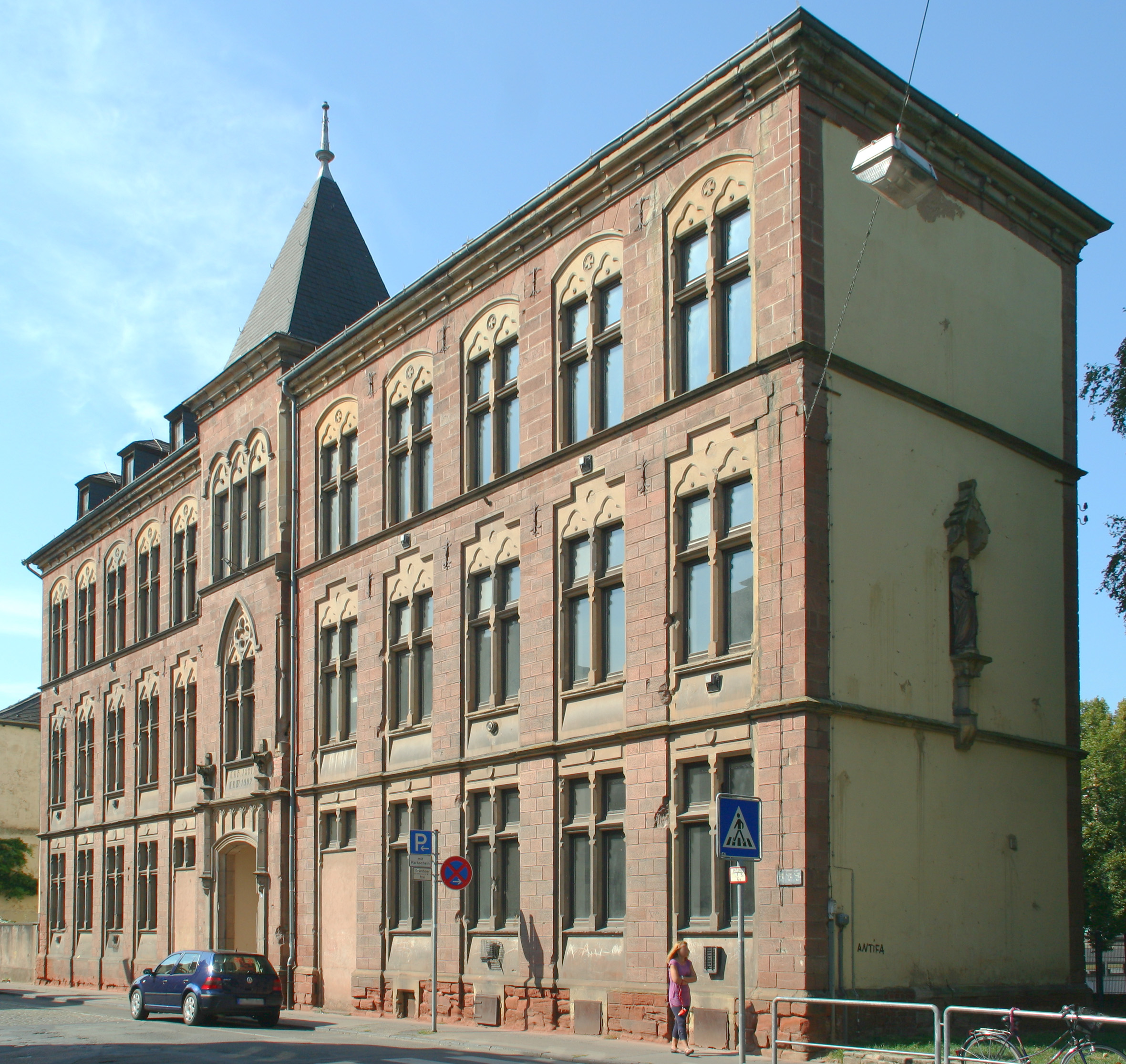
Friedrich-Wilhelm-Straße 58, ehemaliges Schulhaus von St. Barbara; dreigeschossiger neugotischer Bau mit Sandsteinfassade, 1881, Erweiterung 1894, Aufstockung 1902.